# Contrat aléatoire en France
Pour un article plus général, voir Contrat aléatoire.
L'aléa accepté exclut la possibilité pour une partie d'invoquer la lésion.
Quelques exemples de contrats aléatoires :
- contrat d'assurance,
- contrat de jeu et de pari,
- contrat de rente viagère.

## Jeu et Pari

### Sur le plan civil
Ils sont régis par le Code civil aux articles 1965, 1966 et 1967. Ces conventions sont placées hors du droit car dépourvues d'effet. Il s'agit de contrat aux caractères exceptionnels spécialement inséré par les Codificateurs.
L'article 1965 empêche toute action en exécution et l'article 1967 interdit toute action en répétition. Ici l'exception provient de l'article 1966 du Code civil qui permet une action en paiement pour les contrats portant sur les jeux d'adresse corporelle.

### Sur le plan pénal
Le droit pénal des jeux se regroupe sous différentes législations.
- La loi sur les loteries prohibées du 21 mai 1836
- La loi sur l'organisation des courses hippiques du 2 juin 1892
- La loi sur les casinos du 15 juin 1907
- La loi relative aux jeux de hasard du 12 juillet 1983.